# Gulf Shore Railway
Die Gulf Shore Railway war eine Eisenbahngesellschaft in der kanadischen Provinz New Brunswick. Sie wurde 1885 gegründet und baute in den darauffolgenden Jahren eine etwa 22 Kilometer lange Zweigstrecke, die in Pokemouche Junction von der Caraquet Railway abzweigte und parallel zur Küste des Sankt-Lorenz-Golfs bis Tracedie führte. In Tracedie schloss sich eine wenige Kilometer lange, nur dem Güterverkehr dienende Anschlussbahn zu einer Fabrik in Shelia an. Die Gulf Shore Railway fusionierte am 13. April 1911 mit der Caraquet Railway zur Caraquet and Gulf Shore Railway, die 1920 in den Canadian National Railways aufging. Während die Strecke Tracedie–Shelia wahrscheinlich schon kurz nach der Verstaatlichung stillgelegt worden war, blieb die restliche Strecke nach Tracedie noch bis 1989 in Betrieb.